# Die wilden Schwäne auf Coole (Gedichtband)

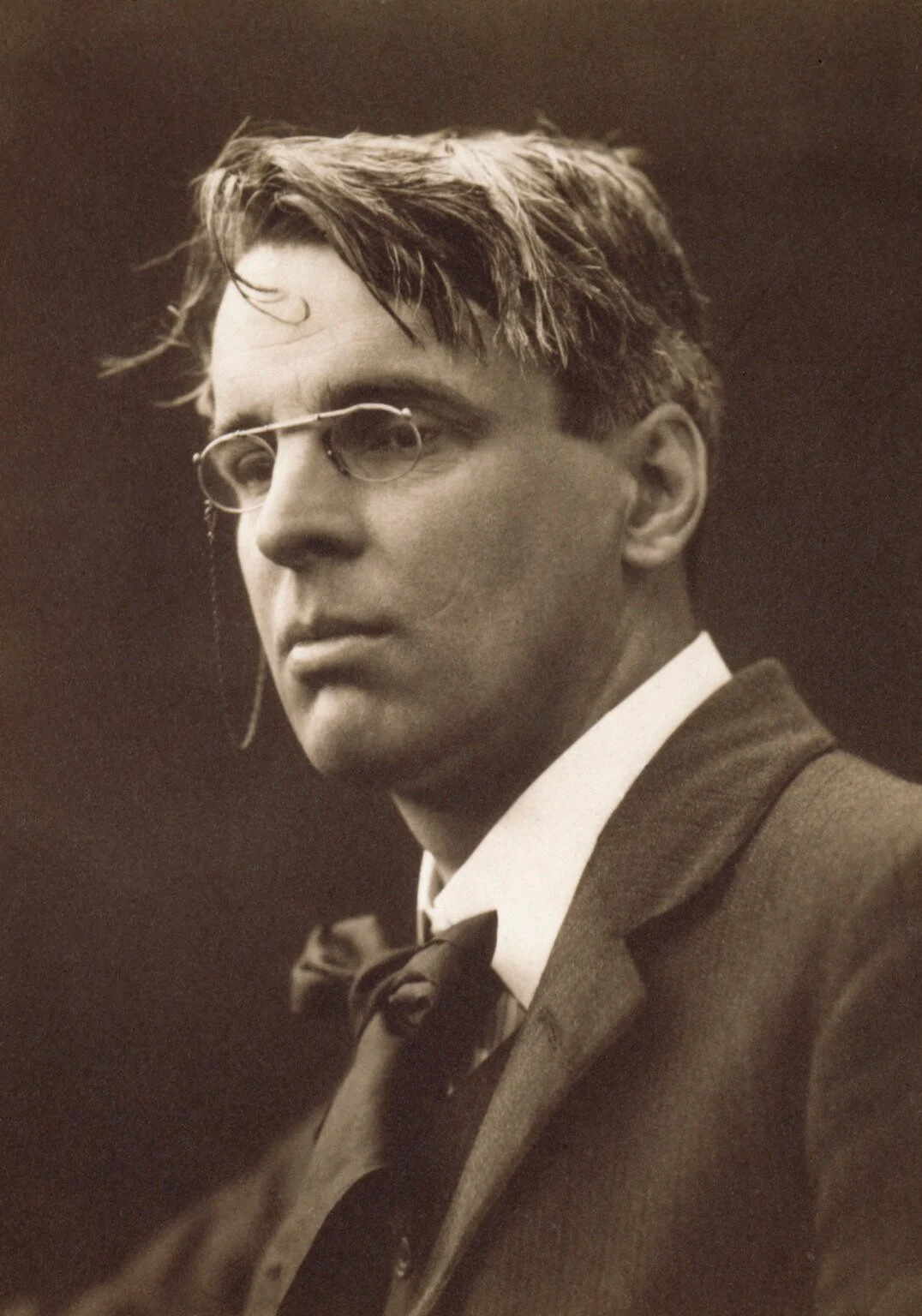
William Butler Yeats (1911)

Die wilden Schwäne auf Coole ist ein Gedichtband des irischen Dichters William Butler Yeats.

## Veröffentlichung
Es erschien erstmals 1917, wobei das Titelgedicht Die wilden Schwäne auf Coole erstmals in der Little Review abgedruckt worden war. Die ursprüngliche Anthologie von 1917 enthielt 29 Gedichte und das Drama At the Hawk’s Well. 1919 wurde der Band neu aufgelegt. Das Drama fehlte nun, allerdings war das Buch um siebzehn Gedichte erweitert worden. Diese zweite Veröffentlichung wurde von dem Macmillan-Verlag besorgt.

## Deutsche Ausgaben
Die nun insgesamt 46 Gedichte wurden nicht alle bereits zu Lebzeiten Yeats’ ins Deutsche übertragen, wobei einige Gedichte, wie etwa das sehr populäre Die wilden Schwäne auf Coole, jedoch in mehreren Übersetzungen, teils von Hobbylyrikern und Hobbyübersetzern, veröffentlicht wurden.
Eine erste vollständige Ausgabe von 1919 aller Gedichte, wie sie in der englischen Gesamtausgabe The Complete Poems by W.B. Yeats entnommen wurden, wurde 2005 vom Luchterhand Literaturverlag veröffentlicht und von Norbert Hummelt herausgegeben. Die Gedichte von Die wilden Schwäne auf Coole wurden jedoch von Christa Schuenke übersetzt. Die unten aufgelisteten deutschen Titel stammen aus ihrer Übersetzung.

## Die Gedichte
- Die wilden Schwäne auf Coole
- Zum Gedenken an Major Robert Gregory
- Ein irischer Flieger ahnt seinen Tod voraus
- Männer werden besser mit den Jahren
- Der Schlüsselbeinknochen eines Hasen
- Unter dem runden Turm
- Salomo zur Königin von Saba
- Lebendige Schönheit
- Ein Lied
- An eine junge Schönheit
- An ein junges Mädchen
- Die Gelehrten
- Tom O’Roughley
- Der Schäfer und der Ziegenhirt
- Verse, geschrieben in Niedergeschlagenheit
- Morgengrauen
- Die Frau
- Der Angler
- Der Falke
- Erinnerung
- Ihr Lob
- Die Leute
- Sein Phönix
- Ein Gedanke an Propertius
- Zerbrochene Träume
- Ein tief geschworener Schwur
- Erscheinungen
- Der Ballon des Geistes
- Auf ein Eichhörnchen in Kyle-na-no
- Auf die Bitte, ein Kriegsgedicht zu schreiben
- Zum Gedenken an Alfred Pollexfen
- Auf eine Sterbende
- Ego Dominus Tuus
- Ein Gebet beim Betreten meines Hauses
- Die Phasen des Mondes
- Die Katze und der Mond
- Der Heilige und der Bucklige
- Zehn Narrenlieder
- Noch ein Narrenlied
- Das Zweite Gesicht des Michael Robartes

## Rezeption
Die Werke dieses Bandes setzen sich mit Yeats und seinem irischen Nationalismus auseinander und sind Teil von Yeats’ Erschaffung einer „irischen Ästhetik“ in der Literatur. Sie wurden alle wohlwollend aufgenommen und dürften mit früher erschienenen Gedichtbänden wie etwa Verantwortungen dazu beigetragen haben, dass man ihm 1923 als erstem Iren den Nobelpreis für Literatur zuerkannte. Ferner betrachtet man es unter Literaturwissenschaftlern so, dass Die wilden Schwäne auf Coole zum mittleren Werk des Dichters gehört, das die früheren Werke mit dem virtuosen Spätwerk (Der Turm, Die Wendeltreppe und andere Gedichte) verbindet.